# Two Feet
Zachary William Dess, né le 21 juin 1993 à New York, connu sous son nom de scène Two Feet alors qu’il est unijambiste , est un chanteur, auteur-compositeur et producteur américain. 

## Biographie
Zachary William Dess jouait dans des ensembles de jazz et de blues avant de créer Two Feet. Après que son single Go Fuck Yourself est devenu un succès viral sur SoundCloud,, il signe avec Republic Records. Le single atteint la 36e place du classement « Hot Rock Songs » du magazine américain Billboard. En 2018, son single suivant I Feel Like I'm Drowning atteint le numéro 1 du classement américain Billboard « Alternative Songs ». Le 5 octobre 2018, Two Feet sort son premier album A 20 Something Fuck, incluant ses deux singles I Feel Like I'm Drowning et Hurt People. 
Two Feet se sépare de son label Republic Records et crée son propre label 477 Records. Il signe ensuite Allie Cabal et sort avec elle le single I Want You Dead le 2 février 2023 puis City le 3 mars 2023. 

## Discographie

### Albums
- A 20 Something Fuck (Part 1) (Republic Records, 2018)
- Pink (2020)
- Max Maco Is Dead Right? (2021)
- Shape & Form (2022)

### E.P.
- First Steps, EP (Majestic Casual Records, 2016)
- Momentum, EP (Majestic Casual Records, 2017)

### Singles
- Go Fuck Yourself (2016)
- I Feel Like I'm Drowning (2017)
- Same Old Song (S.O.S., Pt. 1) (2018)
- Hurt People (2018)
- Lost The Game (2018)
- I Want It (2018)
- Intro (2019)
- Pink (2019)
- You? (2019)
- BBY (2019)
- Grey (2020)
- Call Me, I still Love You (2020)
- 44 Lies (2020)
- Maria (2020)
- Felt like playing guitar and not singing part 2 (2020)
- I Can't Relate (2020)
- We Will Be Alright (2020)
- Pink Reprise (2020)
- Time Fades Away (2020)